# Portugal au Concours Eurovision de la chanson 1969
Le Portugal a participé au Concours Eurovision de la chanson 1969, le 29 mars à Madrid, en Espagne. C'est la 6e participation du Portugal au Concours Eurovision de la chanson.
Le pays est représenté par la chanteuse Simone de Oliveira et la chanson Desfolhada portuguesa, sélectionnées par la Radio-télévision du Portugal (RTP) au moyen du Festival da Canção.

## Sélection

### Festival da Canção 1969
Le radiodiffuseur portugais, la Radio-télévision du Portugal (RTP, Rádio e Televisão de Portugal), organise l'édition 1969 du Festival da Canção, alors appelé Grande Prémio TV da Cançao Portuguesa, pour sélectionner l'artiste et la chanson représentant le Portugal au Concours Eurovision de la chanson 1969.
Le Festival da Canção 1969, présenté par Lourdes Norberto (pt), a lieu le 24 février 1969 au théâtre São Luiz à Lisbonne.

#### Finale
Dix chansons participent au Festival da Canção 1969. Les chansons sont toutes interprétées en portugais, langue officielle du Portugal.
Parmi les participants, deux artistes ont représenté ou représenteront le Portugal à l'Eurovision : Madalena Iglésias en 1966 et Fernando Tordo (pt) en 1973.
| Ordre | Artiste                 | Chanson               | Traduction                  | Points | Place |
| ----- | ----------------------- | --------------------- | --------------------------- | ------ | ----- |
| 1     | Simone de Oliveira      | Desfolhada portuguesa | Effeuillage portugais       | 94     | 1     |
| 2     | Daniel                  | Os fios da esperança  | Les fils de l'espoir        | 9      | 8     |
| 3     | Teresa Paula Brito (pt) | Buscando um horizonte | À la recherche d'un horizon | 6      | 10    |
| 4     | Lilly Tchiumba          | Flor bailarina        | Fleur de ballerine          | 7      | 9     |
| 5     | Valério Silva           | Sol da manhã          | Soleil du matin             | 33     | 3     |
| 6     | Madalena Iglésias       | Canção para um poeta  | Chanson pour un poète       | 11     | 6     |
| 7     | Artur Garcia (pt)       | Sombras de ninguém    | Ombres de personne          | 11     | 6     |
| 8     | Duo Ouro Negro          | Tenho amor para amar  | J'ai de l'amour pour aimer  | 49     | 2     |
| 9     | Fernando Tordo (pt)     | Cantiga               | Chansonnette                | 23     | 5     |
| 10    | Maria da Fé             | Vento do norte        | Vent du nord                | 27     | 4     |

Lors de cette sélection, c'est la chanson Desfolhada portuguesa interprétée par Simone de Oliveira. C'est alors la deuxième participation de Simone de Oliveira à l'Eurovision, elle a déjà représenté le Portugal en 1965.
Le chef d'orchestre sélectionné pour le Portugal à l'Eurovision 1969 est Ferrer Trindade.

## À l'Eurovision
Chaque pays a un jury de dix personnes. Chaque juré attribue un point à sa chanson préférée.

### Points attribués par le Portugal
| 3 points | Yougoslavie              |
| 2 points | Espagne France           |
| 1 point  | Italie Royaume-Uni Suède |

### Points attribués au Portugal
| 10 points | 9 points | 8 points  | 7 points            | 6 points |
| --------- | -------- | --------- | ------------------- | -------- |
|           |          |           |                     |          |
| 5 points  | 4 points | 3 points  | 2 points            | 1 point  |
|           |          | - Espagne | - Belgique - France |          |

Simone de Oliveira interprète Desfolhada portuguesa en quinzième position lors de la soirée du concours, suivant la France et précédant la Finlande.
Au terme du vote final, le Portugal termine 15e sur les 16 pays participants, ayant reçu 4 points au total provenant de trois pays,.